# The Bight
The Bight – trzecie co do wielkości miasto w brytyjskim terytorium zależnym Turks i Caicos. Położone jest na wyspie Providenciales. Według danych na rok 2012 liczba ludności wyniosłą 4165.